# کریس لمون
کریس لمون (انگلیسی: Chris Lemmon؛ زادهٔ ۲۲ ژوئن ۱۹۵۴) فرزند جک لمون، یک هنرپیشه اهل ایالات متحده آمریکا است. وی از سال ۱۹۷۷، میلادی تاکنون مشغول فعالیت بوده‌است.
او در فیلم مثل روزهای قدیم بازی کرده‌است. همچنین در فیلم بلوند نقش جک لمون را ایفا میکند.